# Mansa Sakura
Mansa Sakura, död 1300, var en afrikansk härskare. Han var Mansa, monark, i Maliriket mellan cirka 1285 och 1300.